# Trismegistia brauniana
Trismegistia brauniana är en bladmossart som beskrevs av Fleischer 1923. Trismegistia brauniana ingår i släktet Trismegistia och familjen Sematophyllaceae. Inga underarter finns listade i Catalogue of Life.